# Hl. Dreikönigskirche (Haselau)

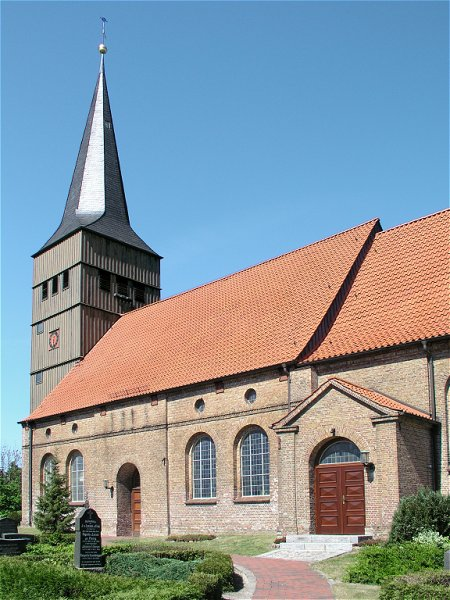
Kirche von Süden

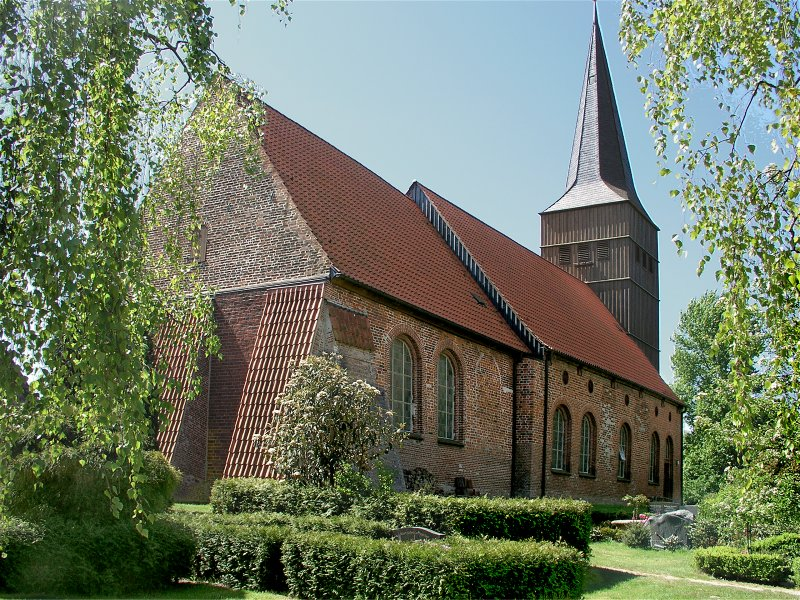
Kirche von Nordosten

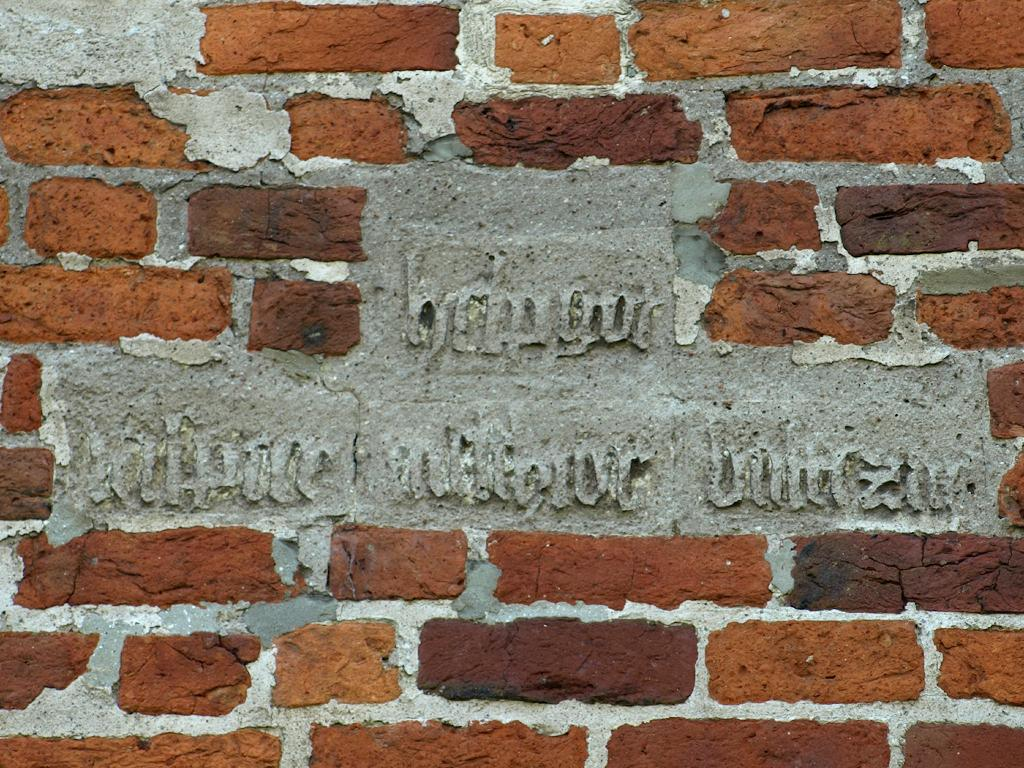
Inschrift in der Nordwand:
help got
caspar melchior baltazar

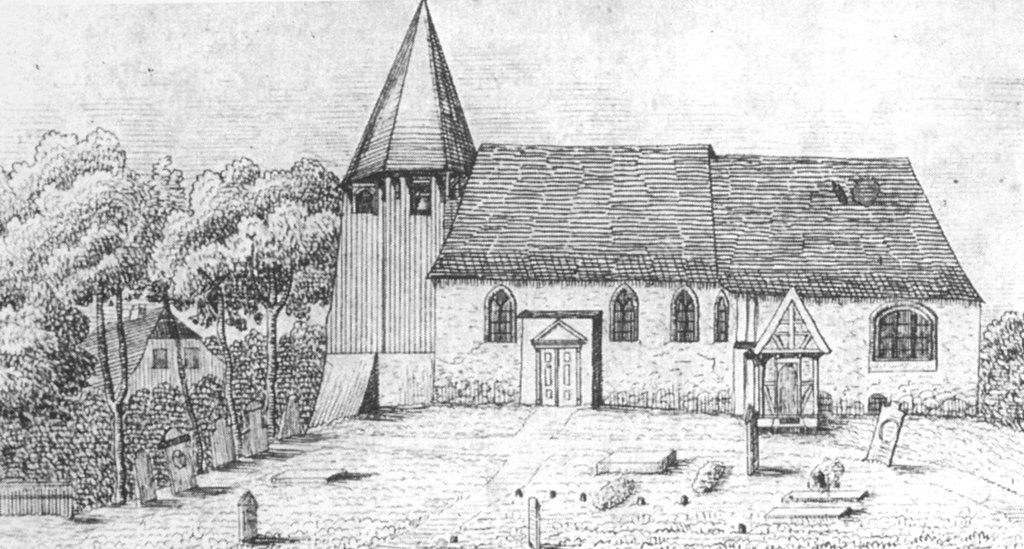
Zustand Anfang 19. Jh.:
kleiner Turm und
ursprüngliche Südwand
(Lithografie von v.Duhm)

Die Hl. Dreikönigskirche ist eine evangelisch-lutherische Gemeindekirche in Haselau im Kreis Pinneberg. Sie gehört zum Kirchenkreis  Hamburg-West/Südholstein in der Evangelisch-Lutherischen Kirche in Norddeutschland.

## Geschichte
Eine Urkunde aus dem Jahr 1251 belegt, dass zu jener Zeit ein Kirchspiel Haselau existierte. Es gab vermutlich eine Holzkirche, die auf einer Wurt stand. Die ältesten Teile der heutigen steinernen Kirche stammen aus dem 14. Jahrhundert. Während der Reformationszeit wurde die Kirche 1543 von Lübschen Kriegern überfallen, ausgeraubt und teilweise zerstört. Der Wiederaufbau erfolgte ab 1572 durch Ollegard von Ahlefeldt. Vom Jahr 1641 an wurde durch Schenkungen und Stiftungen das Innere der Kirche vervollkommnet. Aus der Zeit stammen Kanzel, Altar und Deckengemälde.

## Kirchengebäude
Die Kirche ist im Kern gotisch (14. Jhd.). An das saalartige Kirchenschiff schließt sich im Osten der rechteckige, etwas eingezogene Chor an. In der Nordwand befindet sich ein alter gotischer Türsims mit der Inschrift „help got / caspar melchior baltazar“ dargestellt in gotischen Minuskeln. Der seit 1960 bestehende Name Heilig-Dreikönigs-Kirche geht darauf zurück.
Große Veränderungen erfuhr der Bau in der Zeit von 1858 bis 1866 durch Hermann Georg Krüger. Die Südwand wurde neu gestaltet. Dabei wurden große Fenster eingefügt, und es entstand das südliche Vorhaus. Das Kirchenschiff erhielt eine höher gezogene hölzerne Tonne, der Chor eine Bretterdecke.

## Glockenturm und Glocken
Der 42 m hohe, hölzerne Glockenturm wurde 1866 ebenfalls von Krüger auf einem Backsteinsockel errichtet. Ein kleinerer Vorgänger war 1862 durch Blitzschlag zerstört worden. Sieben Glocken sind im Turm vorhanden. Eine davon, die Stundenglocke, ist die älteste Glocke im Kreis Pinneberg. Sie stammt vermutlich aus dem 13. Jahrhundert, aus der Zeit der Besiedlung der Haseldorfer Marsch. Sie wird ihrer schlanken Form wegen als Zuckerhutglocke bezeichnet.
Näheres zu den Glockenformen des Mittelalters: → Glockenformen

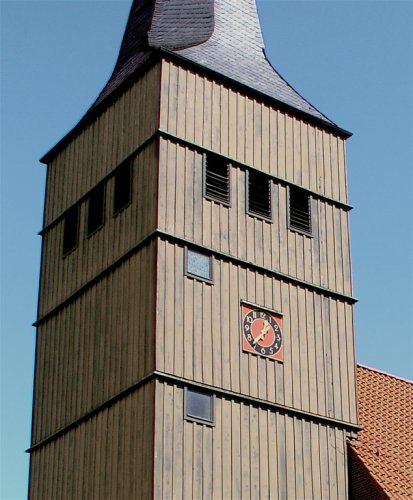
Hölzerner Glockenturm aus dem 19. Jahrhundert
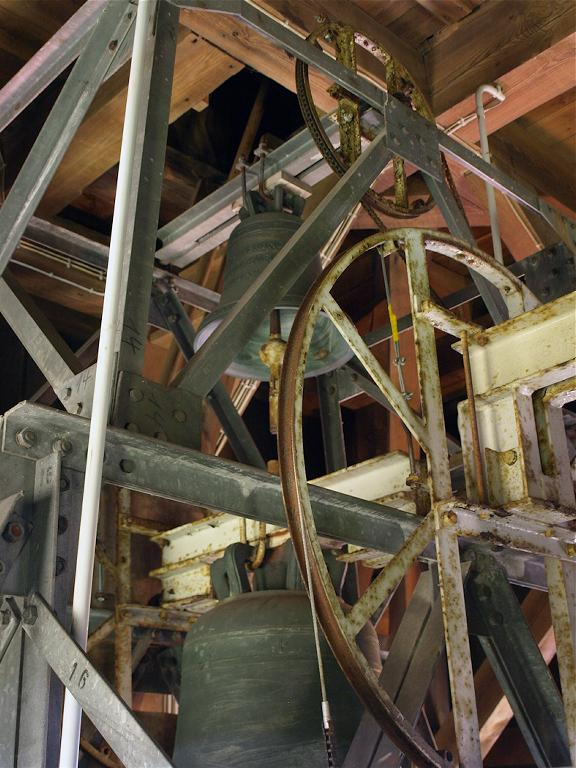
Eiserner Glockenstuhl mit neueren Glocken
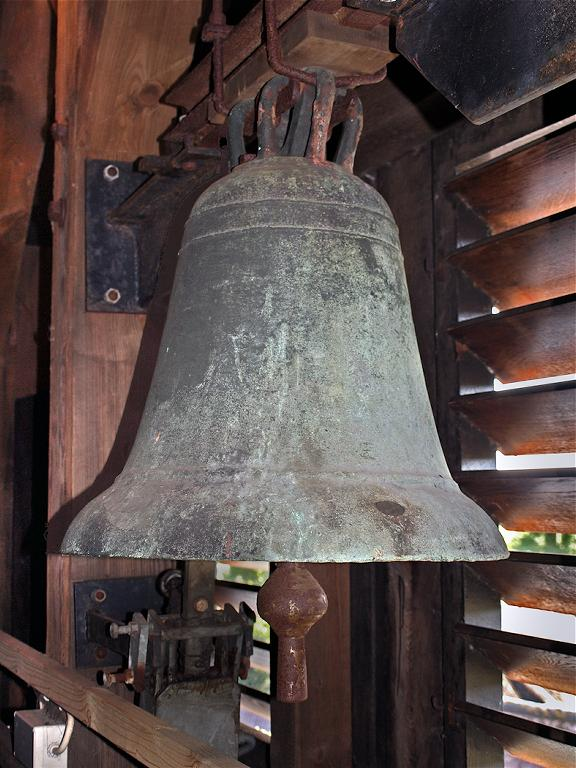
Alte Stundenglocke aus dem 13. Jahrhundert

## Ausstattung
Der Altar mit zweigeschossigem barocken Aufbau aus dem 17. Jahrhundert ist ein Werk des Hamburger Bildhauers Christian Precht. Außer dem Altarbau stammen die fünf Figuren und die gewundenen Säulen aus seiner Werkstatt.
Der Vorläufer des Haselauer Barockaltars war ein dreiflügeliger spätgotischer Schnitzaltar mit der kunstgeschichtlich bedeutenden Haselauer Schutzmantelmadonna. Der möglicherweise von Tilman Riemenschneider bzw. aus seinem Umfeld stammende Altar wurde nach der Reformation verkauft. Seine Figurengruppen sind noch erhalten und befinden sich heute im Schleswig-Holsteinischen Landesmuseum Schloss Gottorf in Schleswig.
Das Deckengemälde über dem Altarraum wurde von Hinrich Stuhr 1685 geschaffen. Es stellt die Vision des Johannes dar. Gottvater sitzt auf einem Thron über Feuer und Wasser. Er hat das Buch mit sieben Siegeln auf dem Schoß. Um ihn herum sieht man die 24 Ältesten. Das Lamm im Vordergrund ist ein Symbol für Jesus Christus. Die beiden zentralen Bilder des Altars wurden ebenfalls von Stuhr gemalt.
Die aus Holz geschnitzte Kanzel wurde 1644 vom Haselauer Gutsinspektors Philipp Hagedorn gestiftet. Sie zeigt in fünf Nischen die vier Evangelisten und Christus mit der Weltkugel in der Hand. Auf dem sechsseitigen Schalldeckel thront noch einmal Christus als Auferstandener.

### Orgel
Die Orgel ist neueren Datums. Sie wurde 2002 eingeweiht und stammt aus der Werkstatt von G. Christian Lobback in Neuendeich. Das Schleifwindladen-Instrument hat 22 (zwanzig klingende) Register (1254 Pfeifen) auf zwei Manualen und Pedal. Die Spiel- und Registertrakturen sind mechanisch.
| Pedal C–f1 |           |     |
| 1.         | Subbaß    | 16′ |
| 2.         | Octave    | 8′  |
| 3.         | Baßflöte  | 8′  |
| 4.         | Choralbaß | 4′  |
| 5.         | Fagott    | 16′ |
| 6.         | Trompete  | 8′  |

| I Hauptwerk C–f3 |               |       |
| 7.               | Principal     | 8′    |
| 8.               | Rohrflöte     | 8′    |
| 9.               | Octave        | 4′    |
| 10.              | Spitzflöte    | 4′    |
| 11.              | Quinte        | 2 ⁄3′ |
| 12.              | Trichterflöte | 2′    |
| 13.              | Mixtur V      | 1 ⁄3′ |
| 14.              | Trompete      | 8′    |

| II Schwellwerk C–f3 |            |        |
| 15.                 | Principal  | 8′     |
| 16.                 | Gamba      | 8′     |
| 17.                 | Gedackt    | 8′     |
| 18.                 | Rohrflöte  | 4′     |
| 19.                 | Octave     | 2′     |
| 20.                 | Terzian II | 1 3⁄5′ |
| 21.                 | Oboe       | 8′     |
| 22.                 | Regal      | 8′     |
|                     | Tremulant  |        |

- Koppeln: II/I, I/P, II/P, II 4'/P

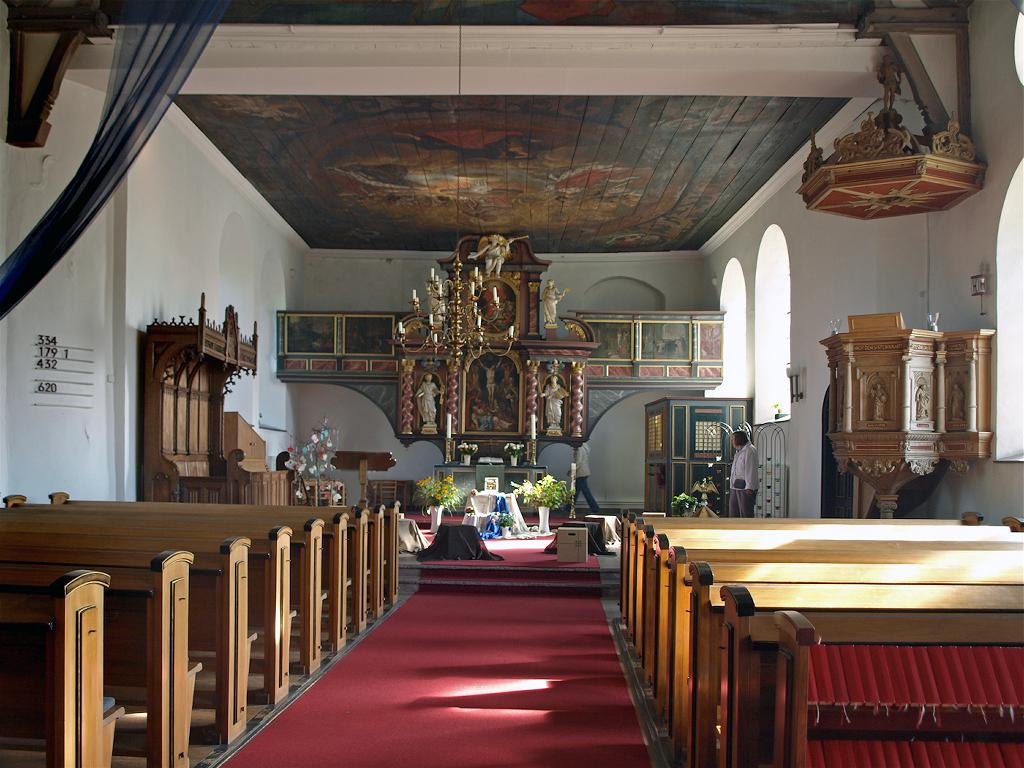
Inneres der Kirche nach Osten
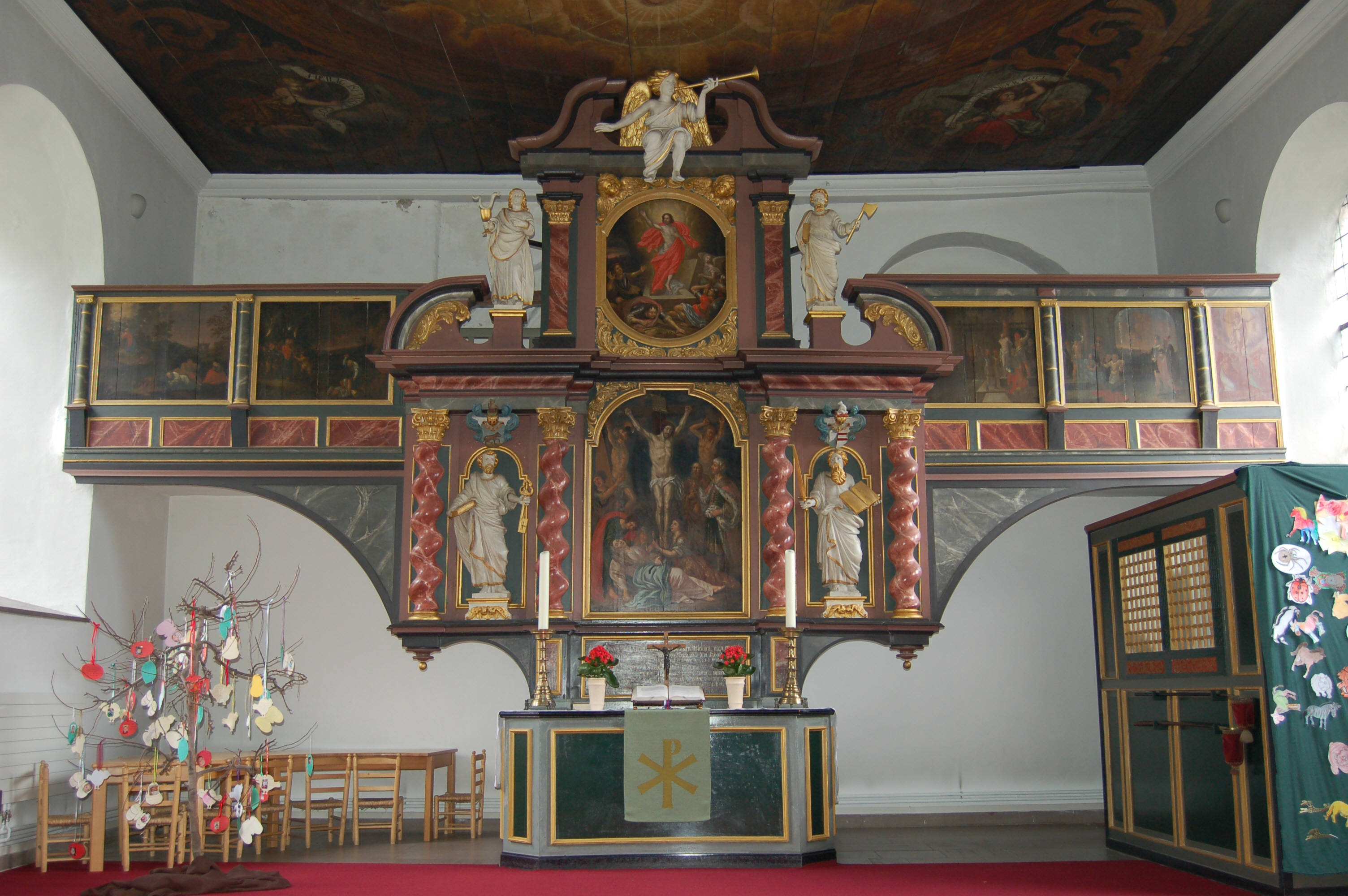
Barocker Altaraufsatz mit Altarempore (17. Jh.)
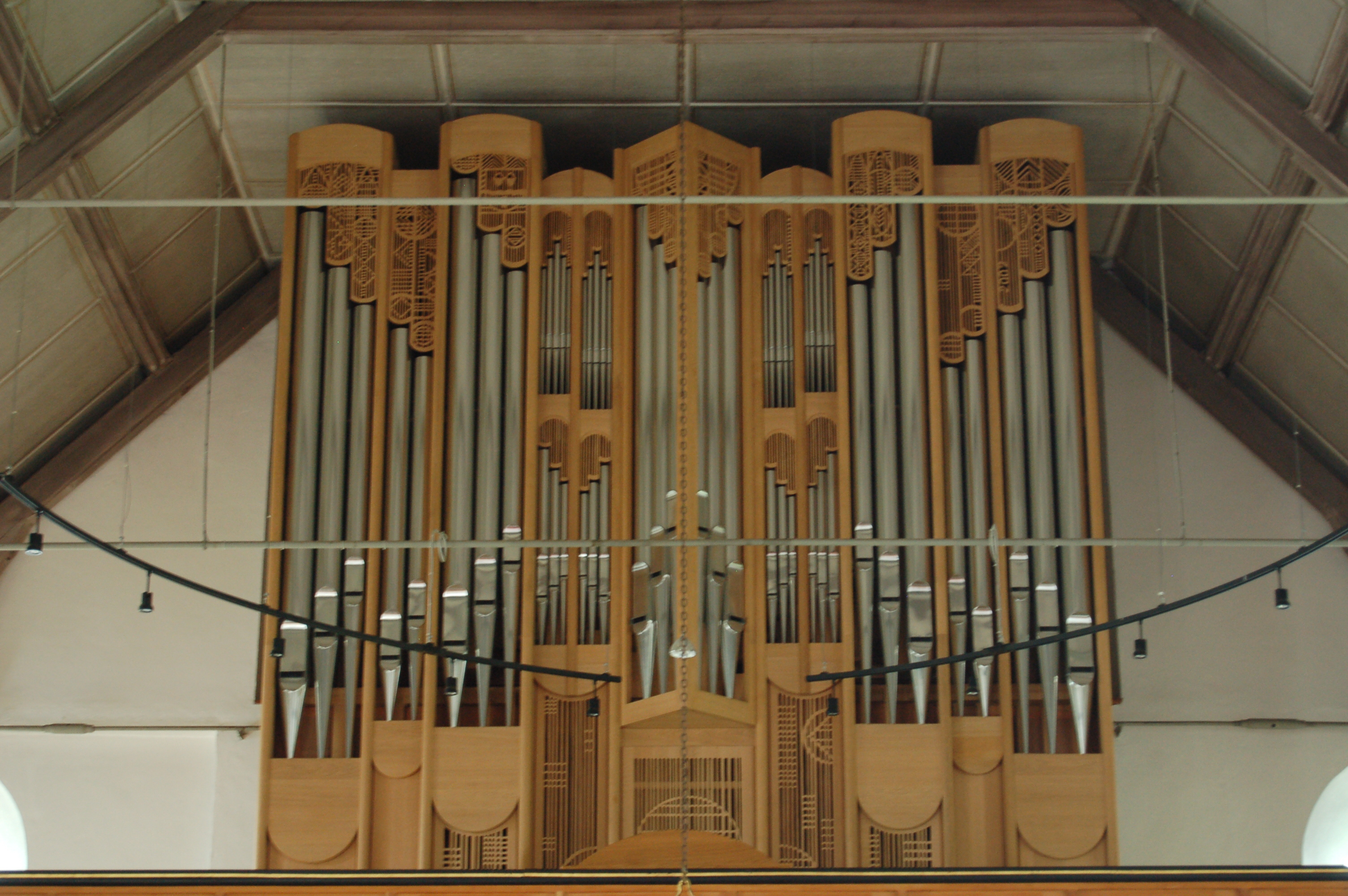
Lobback-Orgel von 2002 aus Neuendeich

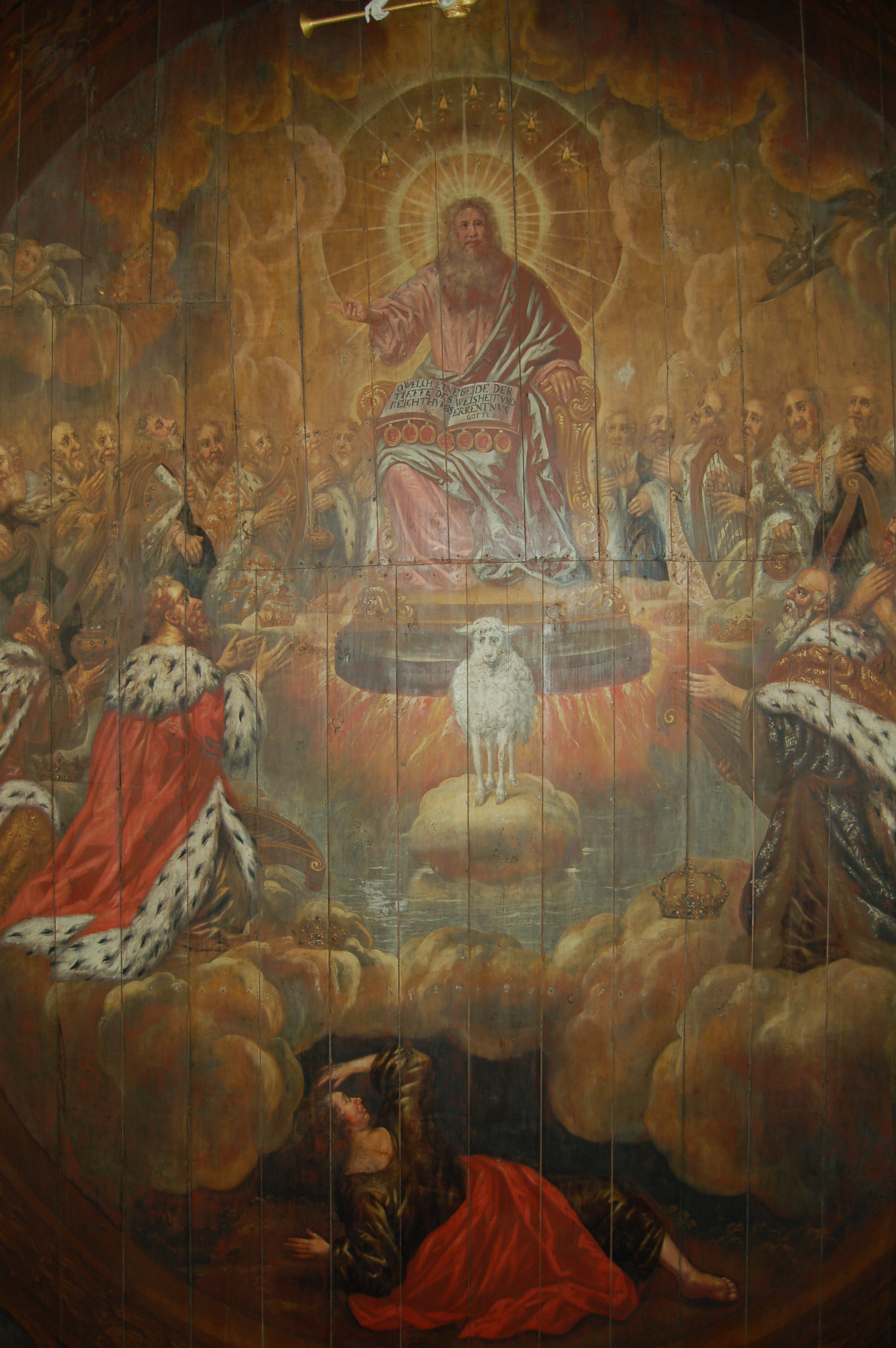
Deckenmalerei von Hinrich Stuhr von 1685
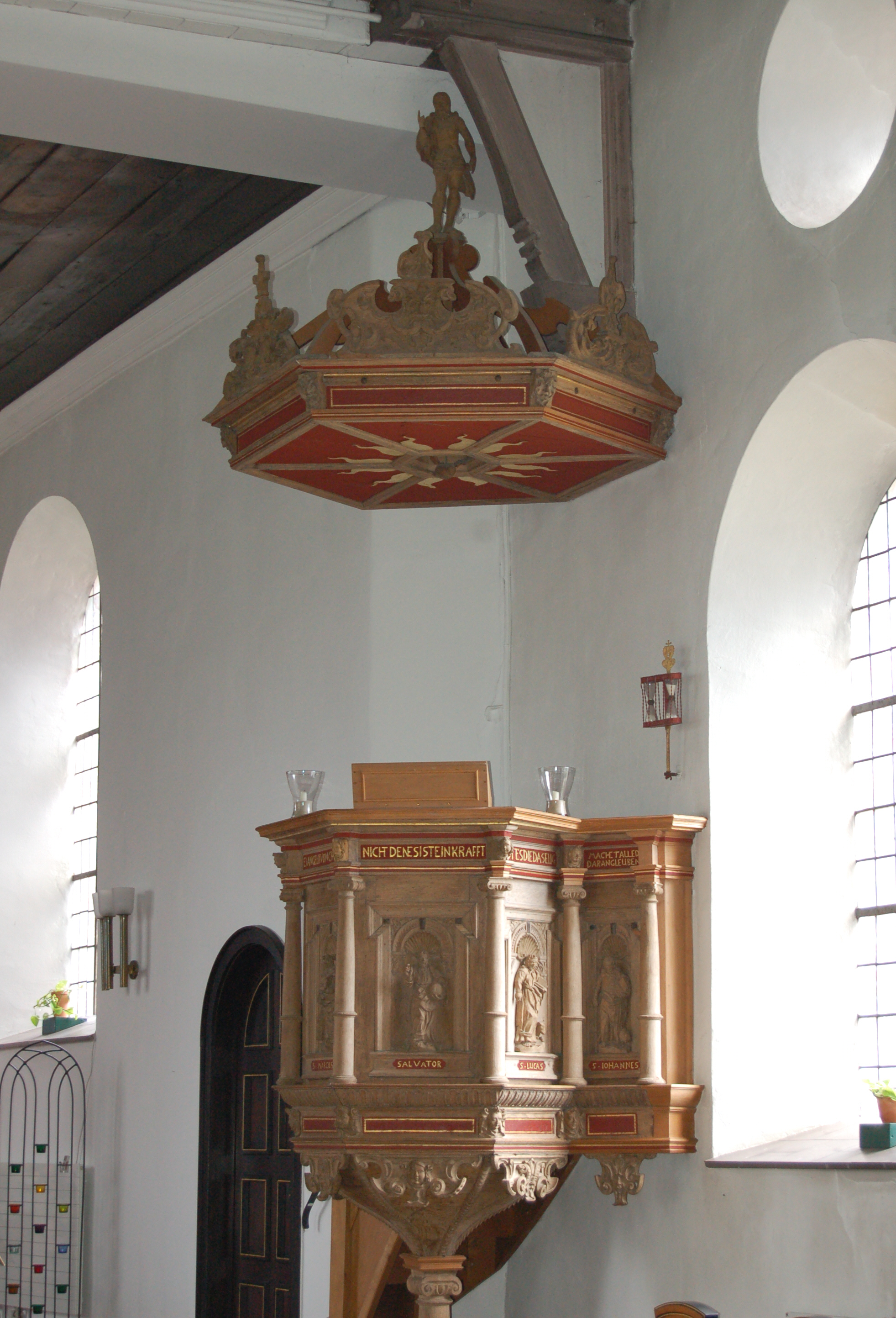
Hölzerne Kanzel mit Schalldeckel von 1641
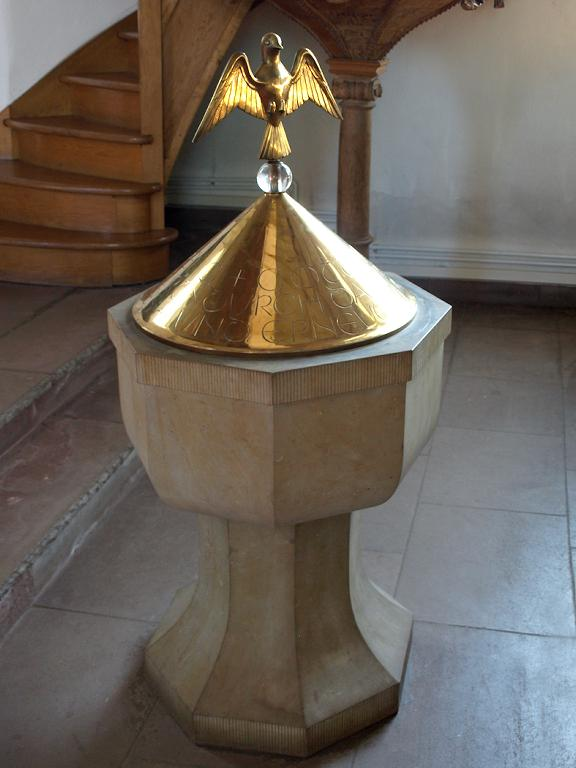
Taufbecken